# Guerra Franco-Sueca
A Guerra Franco-Sueca ou a Guerra da Pomerânia foi o primeiro envolvimento da Suécia nas Guerras Napoleônicas. O país se juntou à Terceira Coligação em um esforço para derrotar a França sob Napoleão Bonaparte.

## Antecedentes
Em 1803, a Grã-Bretanha declarou guerra à França e, naquela época, a Suécia permaneceu neutra em conjunto com os países nórdicos Dinamarca-Noruega e Prússia. Mas após a execução de Luís Antônio, Duque d’Enghien em 1804, o governo sueco rompeu todos os laços diplomáticos com a França e concluiu uma convenção que permitiu aos britânicos usar a Pomerânia sueca como base militar contra a França, em troca de pagamentos. A Rússia também prometeu à Suécia que 40 mil homens viriam em auxílio do país se fosse ameaçado pelas forças francesas. Assim, em 9 de agosto de 1805, a Suécia se juntou à Terceira Coligação e declarou a guerra à França em 31 de outubro.

## A Guerra
A ofensiva contra Hanôver
No começo de novembro de 1805, uma força combinada britânica, russa e sueca de cerca de 12 mil homens foi enviada da Pomerânia sueca para libertar Hanôver,ocupada pelos franceses. A ofensiva contra Hanôver foi repetidamente adiada por causa da reticência parcial da Prússia a que os suecos e os russos transferissem tropas através do território prussiano. No entanto, em dezembro de 1805, após a Batalha de Austerlitz, as forças britânicas e russas começaram a evacuar Hanôver, deixando apenas uma pequena força sueca sozinha para enfrentar os franceses. Em abril de 1806, os suecos também foram forçados a recuar para a Pomerânia sueca depois de um acordo ter sido concluído entre a Prússia e a França.
A Quarta Coligação
Mas durante o verão de 1806, a Prússia formou a Quarta Coligação contra a França, que deu à Suécia o direito de ocupar Lauenburgo. Mas durante o outono, as forças francesas avançaram rapidamente e, rapidamente, grande parte das regiões ocidentais alemãs foram ocupadas, isso forçou as tropas suecas a se retirar em direção a Lübeck. O plano era que as tropas de lá podiam tomar a rota marítima para Stralsund para evitar as forças francesas em avanço. Os suecos ainda foram interceptados pelos franceses em 6 de novembro enquanto eles carregavam seus navios em Lübeck e, após a batalha de Lübeck, cerca de 1.000 soldados suecos tiveram que se render às forças francesas numericamente superiores.
O exército francês iniciou sua ofensiva em direção à Pomerânia sueca no início de 1807 e cercou Stralsund em 15 de janeiro. Este foi o início de um cerco de sete meses de duração, e uma vez que as forças francesas também estavam envolvidas em guerras em outro lugar, isso reduziu cada vez mais o número de soldados estacionados em torno de Stralsund. Quando os suecos foram reforçados em 1 de abril, decidiu-se que tentariam quebrar o cerco. Isso foi feito com algum sucesso desde que os suecos conseguissem usar Usedom e Wolin. Mas os franceses escolheram contra-atacar, e uma força de 13 mil homens atacaram os suecos de Stettin em 16 de abril. Isso obrigou a seção esquerda do exército sueco a se retirar, e outra divisão em Ueckermünde foi então cortada e depois capturada. Em 18 de abril, a França e a Suécia concordaram com um cessar-fogo segundo o qual os franceses deixariam a Pomerânia. No entanto, o governo sueco se recusou a se juntar ao Bloqueio Continental e denunciou o armistício sob a influência da diplomacia britânica em 8 de julho.
Em 6 de agosto de 1807, 50 mil soldados franceses, espanhóis e holandeses sob o marechal Guillaume Brune começaram a atacar a Pomerânia sueca e sitiaram novamente Stralsund. Em 20 de agosto de 1807, os defensores da cidade capitularam e os restos do exército sueco foram cercados em Rügen. No entanto, o general sueco Johan Christopher Toll conseguiu concluir a convenção de Schlatkow com o marechal Brune em termos favoráveis e suas forças retiraram-se para a Suécia com todas as suas munições de guerra em 7 de setembro.
Tratado Franco-Russo
O tratado franco-russo de Tilsit deixou a Grã-Bretanha e  a Suécia sem outros aliados na guerra contra a França. Em 21 de fevereiro de 1808, a Rússia juntou-se à guerra contra a Suécia ao invadir a Finlândia e, em 14 de março, o mesmo ano, a Dinamarca-Noruega também declarou guerra à Suécia. As tropas dinamarquesas e francesas e espanholas começaram os preparativos para uma invasão da Escânia, na Suécia, mas o plano logo foi abortado, e a guerra foi dirigida à fronteira norueguesa-sueca. A expedição de Sir John Moore enviada pelo governo britânico para proteger a Suécia do possível ataque franco-dinamarquês chegou em 3 de maio de 1808 e ficou até julho, quando foi redirecionado para Portugal.
Os planos de Napoleão para invadir a Suécia nunca foram realizados devido à atividade britânica no Mar Báltico, à fraqueza das forças armadas dinamarqueses e às hesitações do marechal francês Bernadotte. As ações de Bernadotte o tornaram popular o suficiente para ser eleito como um Príncipe herdeiro sueco após o Golpe de Estado em março de 1809. Em 30 de agosto de 1809, o novo governo sueco deveria concluir o Tratado de Hamina com a Rússia legitimando a anexação russa da Finlândia e Åland. Um tratado de paz entre a Suécia e a Dinamarca-Noruega foi assinado sem ajustes territoriais em 10 de dezembro de 1809.

## Consequências
Em 6 de janeiro de 1810, a Suécia assinou um Tratado de Paris mediado pela Rússia, com a França, recuperando a Pomerânia, com o custo de se juntar ao Bloqueio Continental. Em 17 de novembro de 1810, a Suécia foi forçada a declarar a guerra contra a Grã-Bretanha e todos os bens britânicos na Pomerânia sueca foram apreendidos. O contrabando com o governo continuou, no entanto, sobre o Mar do Norte e a frota inglesa foi informada de que seria uma guerra fantasma. A guerra durou até 1812 e nenhuma ação militar foi tomada.